# Maja Baru
Maja Baru is een bestuurslaag in het regentschap Lebak van de provincie Banten, Indonesië. Maja Baru telt 3424 inwoners (volkstelling 2010).